# Miguel Ángel Más Mataix de La Cañada
Miguel-Ángel Más Mataix (Cañada, Alicante, 25 januari 1973) is een hedendaags Spaans componist, muziekpedagoog en dirigent.

## Levensloop
Más Mataix kreeg zijn eerste muziekles in de plaatselijke muziekschool. Later ging hij aan het Conservatorio Superior de Música "Oscar Esplá" te Alicante. Hij studeerde ook aan het Conservatorio Profesional de Música de Villena bij José Luna Martínez saxofoon en hij voltooide ook zijn basisstudie voor gitaar. Hij deed ook cursussen voor saxofoon aan het Conservatorio Superior de Música "Manuel Massotti Littel" te Murcia bij Antonio Salas Pérez. In 2003 behaalde hij het diplom voor pedagogiek aan de Universidad de Alicante.
Hij is saxofonist in de Banda Municipal de Villena en de Banda de Música de la Unión Musical de Cañada. Tegenwoordig is hij professor voor saxofoon aan de Escuela Comarcal de Música de la Vall d’Albaida en aan de Escuela Comarcal de L’Alicantí-Alcoià. Eveneens is hij dirigent van de Banda Jove de l'Escola Comarcal L'Alacantí-Alcoià, de Banda Jove de Ibi en van de Banda Jove de Xixona.
Als componist schreef tot nu rond 15 werken voor banda (harmonieorkest), muziek voor de fiestas Moros y Cristianos. In Spanje worden regelmatig voor deze soort fiestas concoursen voor composities gehouden. Op verschillende wedstrijden heeft hij prijzen gewonnen, onder andere een 1e prijs bij het Concurso de composición de la comparsa de Moros Nuevos de Villena 2003.

## Composities

### Werken voor harmonieorkest
- 2002 El Honor de un Caballero marcha cristiana
- 2003 Efeméride, marcha
- 2004 Biscaïns d'Onil, marcha cristiana
- 2005 Eferméride 150 años de Moros nuevos, marcha
- Ali-Kates, marcha mora
- Alma Gitana
- De Quiroga a Séneca Autobusos
- El Calaco, marcha mora
- Festa i música
- Mora i cristiana, marcha mora
- Pasión Andaluza
- Santmajor, marcha cristiana
- Troyica, paso-doble

- Biblioteca Nacional de España: XX1555925
- Virtual International Authority File: 87283361
- WorldCat: E39PBJvhmgCm8JXJcYgHp9g9Xd